# 양산 북부동 산성
양산 북부동 산성(梁山 北部洞 山城)은 대한민국 경상남도 양산시에 있는, 해발 195m의 동산의 꼭대기 부근에 만들어진 돌로 쌓은 산성이다. 1963년 1월 21일 대한민국의 사적 제98호 양산북부동산성으로 지정되었으나, 2011년 현재의 명칭으로 변경되었다.

## 개요
해발 195m의 동산의 꼭대기 부근에 만들어진 돌로 쌓은 산성이다. 지금은 성곽과 성벽 모두 파괴되고 허물어진 상태로 남아있다.
언제 성이 만들어졌는지 정확한 연대는 알 수 없으나, 신라 때 낙동강을 따라 수도 경주로 침입하려는 일본인을 막기 위해서 처음 쌓은 것으로 여겨진다.
양산의 시가지를 발 밑에 두고 멀리 낙동강까지 한눈에 바라볼 수 있는 좋은 곳에 자리잡고 있다. 비록 무너진 상태로 남아있지만 성이 만들어진 당시 성의 규모와 구조를 아는데 중요한 자료가 되는 곳이다. 성의 북동쪽에는 이 산성과 비슷한 신기리산성이 있어 쌍성의 형태를 이루고 있다.
근처에 고분군과 양산 패총이 있어 이 일대가 신라시대의 중요한 곳으로 여겨진다.

## 현지 안내문
양산시 동쪽 동산(276.8m)의 9부 능선에 띠를 두르듯이 돌로 쌓은 테뫼식산성이다. 《신동국여지승람》은 양산군 동쪽 3리에 돌로 쌓은 옛 산성이 있다고 하였는데, 방위와 거리로 보아 이 산성을 가리키는 것으로 생각된다.
남쪽 정상에서 북쪽으로는 경사가 완만하나, 시내 쪽의 서쪽 사면은 경사가 급하다. 성벽은 자연지형에 맞추어 축조되었는데, 사각형에 가까운 모양을 보이고 있다.
산성의 남쪽은 다방천을 따라 부산·기장 방면으로 연결되고, 남에서 낙동강을 거슬러 오르는 입구에 위치하고 있다. 북쪽의 성황산성과 서쪽 오봉산의 고장성과 연락하면서 이러한 교통로를 통제하기 위해 만들어졌던 것으로 생각되고 있다.
성벽은 주변에 있는 안산암을 깨어 쌓았다. 성안에서는 가야·신라의 토기편과 기와편들이 출토되고 있으며, 동쪽 사면에는 5~6시기 경의 토기들이 출토되고 있는 중부동 고분군이 있어 삼국시대에 쌓았던 성으로 추정될 수 있다. 다만 《신증동국여지승람》에 고적으로 기록되고 있어, 조선전기에는 이미 폐성되었던 것을 알 수 있다.

## 참고 자료
- 양산 북부동 산성 - 국가유산청 국가유산포털